# Авенджед Севънфоулд
„Авенджед Севънфоулд“ (на английски: Avenged Sevenfold, също назовавана с абревиатурата A7X), е рок група от град Хънтингтън Бийч, щата Калифорния, САЩ.
Позната е с нападателния си музикален стил, смесица от метъл, хардрок и поп пънк.
След поредица от албуми за независими музикални компании, бандата привлича вниманието на музикалния издател Уорнър Брадърс, който издава албума City of Evil през 2005 г. Успеха на сингъла от тавата Bat Country и видеото към него, което търпи широка ротация по музикалния канал Ем Ти Ви, донасят на City of Evil №30 в класацията за албуми на Билборд. Следват и други успешни песни: Beast and the Harlot и Seize the Day. Жънат успехи и с едноименния им албум, Avenged Sevenfold със синглите Almost Easy, Afterlife, и Dear God.

## История на групата

### Ранни години (1999 – 2011)
Бандата е формирана през 1999 г. Техният първи албум озаглавен „Sounding the Seventh Trumpet“ е записан когато членовете на групата са на едва осемнадесет години, в гимназията и е издаден от първия им лейбъл Good Life Recordings. След като новият им китарист Синистър Гейтс се присъединява към групата, те презаписват встъпителната песен в албума и го преиздават, този път през друг лейбъл Hopeless Records. Следващият им албум, „Waking the Fallen“, от 2003 г., е също издаден от Hopeless Records и получава положителна оценка от американското музикално списание Rolling Stone. Скоро след това на групата е предложен договор с Warner Bros. Records, който те подписват.

### City of Evil(2005 – 2007)
„City of Evil“, третият албум на бандата, е издаден на 7 юни 2005 г. и забележимо се отдалечава от метълкор звученето, а самият Shadows се отказва от крещенето, характерно за първите им две издания. Въпреки че М. Шадоус признава, че е имал сериозни проблеми с гърлото и гласните струни, които са довели и до оперативна намеса за коригиране на нарушенията, той отрича стиловата им промяна да е повлияна от това. В DVD-то на групата All Excess, Mudrock, продуцентът на втория и третия албум на групата, споделя, че М. Шадоус е искал да запишат един албум с половин песни с викане и след това още един, в който няма никакво викане (постигнато в City of Evil). Сега М. Шадоус е способен да крещи още по-добре и редовно тренира с гласовия специалист Рон Андерсън, който е работил с изпълнители като Аксел Роуз, Кайли Миноуг и Крис Корнел. Въпреки това, М. Шадоус изпълнява частите с викане по време на живи изпълнения с действителния си глас, което поставя под съмнение дали наистина се е възстановил.
През 2006 г. A7X са на световно турне, което включва концерти в САЩ, Великобритания, Европа, Япония, Австралия и Нова Зеландия. След като отменят всички дати за есенната и зимната части на турнето си от 2006 г., групата обявява, че започва активна работа върху четвърти албум, който ще носи името на групата. Според М. Шадоус този албум няма да бъде втора част на нито един от издадените до този момент албуми, а ще компилира цялостния звук на групата, за да привлече вниманието и симпатиите на всички техни почитатели. Групата обещава, че албумът ще бъде приятна изненада за техните слушатели, специално заради които е издадено тяхното първо ДВД „All Excess“, 17 юли, 2007 г. ДВД-то включва документален филм и кадри от техни концерти, заедно с музикални видеоклипове, като общата дължина на записите е 156 минути.
През април 2007 г. групата обявява, че е почти готова със записването на албума и тръгва на турне в Азия, обявявайки дати в Индонезия, Сингапур и Япония.

### Avenged Sevenfold(2007 – 2008)
Новият албум излиза на 30 октомври, 2007, дебютирайки на #4 в класацията на Billboard 200 с 94 000 продадени копия. Два сингъла, „Critical Acclaim“ и „Almost Easy“ заедно с видеота към тях, са издадени заедно с албума. Анимираното видео за песента „A Little Piece of Heaven“ бива направено, но заради темата на песента (некрофилия), Warner Brothers издават само платена версия в Интернет през Декември 2007 г. Третият сингъл, „Afterlife“ и видеото към него са издадени през януари 2008 г. Авенджед Севънфоулд потвръждават, че техният четвърти сингъл ще бъде песента в кънтри рок стил „Dear God“.

### Live in the LBC & Diamonds in the Rough + Nightmare (2008-)
Китаристът Заки Венджънс потвърждава в интервю, че бандата ще запише два нови кавъра на метъл гигантите Айрън Мейдън и Блек Сабат.
Live in the LBC & Diamonds in the Rough беше издадено на 16 септември 2009 година. Двойният албум съдържа DVD с концерт на групата от Long Beach и албума Diamonds in the Rough, който предоставя песни, които не са открили своето място в албумите на групата. В албума също има и някои кавъри – Walk на Pantera и Flash of the Blade на Iron Maiden.
През 2010 година групата издава албума си Nightmare, посветен изцяло на Джими Съливан – The Rev. Албума продава 163 000 копия през първата си седмица в Америка и измества Еминем от върха на Billboard 200. От албума са пуснати три сингъла – Nightmare, Welcome to the Family и So Far Away. Първата и последната от споменатите песни са със заснет видеоклип.
По-късно през годината групата пуска и EP „Welcome to the Family“, съдържащо песен, която не е била пусната с Nightmare – 4:00 AM. В края на годината групата се сбогува с Mike Portnoy и прие за временен барабанист Arin Ilejay. С него групата е пуснала само песента към Call of Duty „Not Ready to Die“.

### Смъртта на The Rev
Тялото на Съливън е открито в дома му, на 28 декември, когато Джими е бил само на 28. Съобщено е, че причините са естествени. Резултатите от аутопсията, извършена на 30 декември 2009, са неуточнени. На 9 юни 2010 причината за смъртта е разкрита – смесване на няколко вида наркотици, сред които оксидон (Окси Контин), оксиморфон (метаболит на оксидон), диазепам (Валиум), нордизепам (металибозация на диазепам) и алкохол.
На 5 януари 2010 се проведе лично погребение, а ден по-късно Джими е погребан в Хънингтън бийч, Калифорния.

## Музикална характеристика

### Име на групата и съдържание на текстовете
Името на групата е предполагаема референция към началото на Библията и историята за Каин и Авел, където Каин е наказан да живее в изгнание, сам и нещастен. Всеки който освободи Каин от неговата съдба, като го убие, ще бъде „отмъстен за седмократно“ или ще бъде наказан по начин, който е седем пъти по-лош отколкото наказанието на Каин. Заглавието на песента на Авенджед Севънфоулд „Chapter Four“ цитира четвърта глава от Стария завет, главата от Библията, в която се разказва историята за Каин и Авел. ''Beast and the Harlot'', друга песен явно вдъхновена от Библията, идва от книгата за откровенията и ни отправя към наказанието на Вавилон и унищожението на езичните народи. Въпреки че името на групата и прякорите на членовете правят очевидна референция към религията, вокалиста М. Шадоус отрича някой от групата да е религиозен.
 Бандата има няколко песни на политически теми, като „Critical Acclaim“ и „Blinded In Chains“.

### Лого
Логото на бандата е познато като ''Deathbat''. „Прилепът“ е простовато крилато черепче, създадено от Mika Monahue. Появява се на всички албуми на бандата от „Waking the Fallen“ до сингли като „Bat Country“ и „Critical Acclaim.“

### Live in LBC & Diamonds in the Rough
На 24 юли, 2008 г. на официалния сайт на Авенджед Севънфоулд е обявено, че CD/DVD ще бъде издадено на 16 септември, 2008.
DVDто ще включва живо шоу от Taste of Chaos турнето в Лонг Бийч. CD-то ще съдържа неиздадени песни, кавъри, и никога издавани дотогава материали от направата на албума „Avenged Sevenfold“.

## Членове на групата
Настоящи членове
- М. Шадоус (Мат Сандърс) – вокал (1999 г. – настояще)
- Синистър Гейтс (Браян Хейнър, Мл.) – китара, пиано, беквокали (2000 г. – настояще)
- Заки Венджънс (Закари Джеймс Бейкър) – китара, беквокали (1999 г. – настояще)
- Джони Крайст (Джонатън Сюуърд) – бас китара, беквокали (2002 г. – настояще)
- Бруукс Уакерман – ударни инструменти

Бивши членове
- Деймън Аш – бас китара  (1999 г. – 2001 г.)
- Джъстин Сейн – бас китара и пиано (2001 г. – 2002 г.)
- Мат Уент – бас китара  (1999 г. – 2000 г.)
- Дъ Рев (Джеймс „Джими“ Съливан) – ударни инструменти, беквокали  (1999 г. – 2009 г.)

Гост музиканти
- Брайън Хейнър Ст. – Допълнителна китара и пиано в City of Evil. Той също е „Официалният акустичен китарист“ на Avenged Sevenfold. Той е баща на Синистър Гейтс, и членовете на бандата го наричат 'Papa Gates' (PG накратко).
- Майк Портной – който замества Дъ Рев в последния албум на групата (бивш „Dream Theater“)

## Дискогафия

### Албуми
Sounding the Seventh Trumpet (2001 г.)
1. „To End the Rapture“ – 1:26
2. „Turn the Other Way“ – 5:37
3. „Darkness Surrounding“ – 4:49
4. „The Art of Subconscious Illusion“ – 3:46
5. „We Come Out at Night“ – 4:45
6. „Lips of Deceit“ – 4:09
7. „Warmness on the Soul“ – 4:20
8. „An Epic of Time Wasted“ – 4:20
9. „Breaking Their Hold“ – 1:12
10. „Forgotten Faces“ – 3:27
11. „Thick and Thin“ – 4:15
12. „Streets“ – 3:07
13. „Shattered By Broken Dreams“ – 7:08

Waking the Fallen (2003 г.)
1. „Waking the Fallen“ 1:42
2. „Unholy Confessions“ 4:43
3. „Chapter Four“ 5:42
4. „Remenissions“ 6:06
5. „Desecrate Through Reverance“ 5:38
6. „Eternal Rest“ 5:12
7. „Second Heartbeat“ 7:00
8. „Radiant Eclipse“ 6:09
9. „I Won't See You Tonight Pt. 1“ 8:58
10. „I Won't See You Tonight Pt. 2“ 4:44
11. „Clairvoyant Disease“ 4:59
12. „And All Things Will End“ 7:40

City of Evil (2005 г.)
1. „Beast and the Harlot“ – 5:40
2. „Burn It Down“ – 4:58
3. „Blinded in Chains“ – 6:34
4. „Bat Country“ – 5:13
5. „Trashed and Scattered“ – 5:53
6. „Seize the Day“ – 5:32
7. „Sidewinder“ – 7:01
8. „The Wicked End“ – 7:10
9. „Strength of the World“ – 9:14
10. „Betrayed“ – 6:47
11. „M.I.A.“ – 8:46

Avenged Sevenfold (2007 г.)
1. Critical Acclaim – 5:14
2. Almost Easy – 3:53
3. Scream – 5:00
4. Afterlife – 4:02
5. Gunslinger – 4:30
6. Unbound (The Wild Ride)
7. Brompton Cocktail
8. Lost
9. A Little Piece of Heaven
10. Dear God

Diamonds in the rough (Live in the LBC) (2008 г.)
1. Demons – 6:11
2. Girl I know – 4:23
3. Crossroads – 4:30
4. Flash of the blade – 4:01
5. Until the end – 4:44
6. Tension – 4:50
7. Walk (Pantera cover) – 5:21
8. The Fight – 4:07
9. Dancing dead – 5:49
10. Almost easy (CLA Mix) – 3:53
11. Afterlife (Alternative Version) – 5:55

Nightmare (2010 г.)
1. Nightmare – 6:14
2. Welcome to the Family – 4:06
3. Danger Line – 5:28
4. Buried Alive – 6:44
5. Natural Born Killer – 5:15
6. So Far Away – 5:27
7. God Hates Us – 5:19
8. Victim – 7:30
9. Tonight the World Dies – 4:41
10. Fiction – 5:13
11. Save Me – 10:56

Hail To The King (2013 г.)
1. Shepherd of Fire
2. Hail to the King
3. Doing Time
4. This Means War
5. Requiem
6. Crimson Day
7. Heretic
8. Coming Home
9. Planets
10. Acid Rain

### Сингли
- 2001 г. – Warmness on the Soul (8 август 2001 г.)
- 2003 г. – Unholy Confessions (26 август 2003 г.)
- 2005 г. – Burn It Down (12 юни 2006 г.)
- 2005 г. – Bat Country (26 септември 2005 г.)
- 2006 г. – Beast and the Harlot (6 март 2006 г.)
- 2006 г. – Seize the Day (7 юли 2006 г.)
- 2007 г. – Walk (10 юли 2007) (Кавър)
- 2007 г. – Critical Acclaim (28 август 2007 г.)
- 2007 г. – Almost Easy (18 септември 2007 г.)
- 2008 г. – Crossroads (18 януари 2008 г.)
- 2008 г. – Afterlife (12 март 2006 г.)
- 2008 г. – Dear God

### ДВД-та
- 2007 г. – All Excess
- 2008 г. – Live In LBC & Diamonds In The Rough

### Видеота
- 2001 г. – Warmness on the Soul (март 2001 г.) Video Архив на оригинала от 2008-06-26 в Wayback Machine.
- 2004 г. – Unholy Confessions (6 март 2004 г.) Video
- 2005 г. – Burn It Down (юни 2005 г.)
- 2005 г. – Bat Country (28 юли 2005 г.) Video Архив на оригинала от 2006-08-27 в Wayback Machine.
- 2006 г. – Beast and the Harlot (6 февруари 2006 г.)
- 2006 г. – Seize the Day (30 юни 2006 г.)
- 2007 г. – Almost Easy (25 септември 2007 г.) Video
- 2008 г. – A Little Piece of Heaven (7 януари 2008 г.) A7X Myspace
- 2008 г. – Afterlife (4 февруари 2008 г.)
- 2008 г. – Dear God (юни 2008 г.)
- 2010 г. – Nightmare (юли 2010 г.)
- 2011 г. – So far away (5 април 2011 г.)
- 2012 г. – Carry On (24 септември 2012 г.)
- 2014 г. – This Means War (юли 2014 г.) Video